# Uranotaenia riverai
Uranotaenia riverai är en tvåvingeart som beskrevs av Duret 1970. Uranotaenia riverai ingår i släktet Uranotaenia, och familjen stickmyggor.
Artens utbredningsområde är Colombia. Inga underarter finns listade i Catalogue of Life.